# إدوين يودر
إدوين يودر (بالإنجليزية: Edwin Yoder)‏ هو صحفي أمريكي، ولد في 18 يوليو 1934.